# Walkman

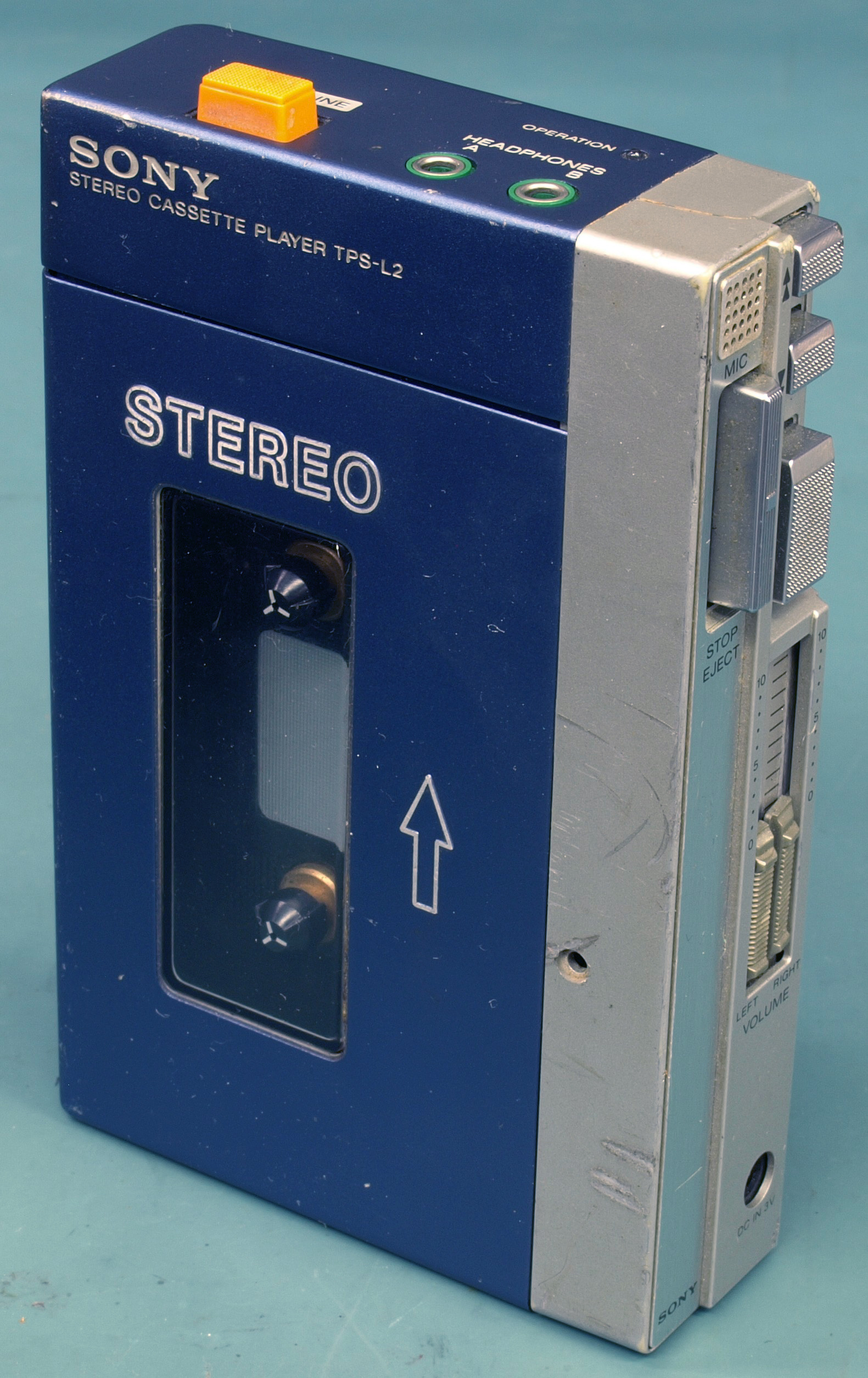
Egy eredeti Sony Walkman

A Walkman (stilizálva: WALKMAN) a Sony hordozható médialejátszó készülékeinek összefoglaló neve. Az eredeti, 1979-ben megjelent Walkman egy hordozható kazettás magnetofon volt, amely lehetővé tette, hogy az emberek helyváltoztatás közben is zenét hallgathassanak. Népszerűségének köszönhetően „walkmannek" hívták a más gyártók által előállított hasonló készülékeket is. 2010-es megszűnéséig a Sony nagyjából 200 millió kazetta-alapú Walkmant készített.
A Walkman márkaelnevezést a Sony szinte összes hordozható eszközénél használta, például a DAT, MiniDisc, CD lejátszók (amelyet eredetileg Discmannek hívtak, majd váltottak CD Walkmanre), rádiók, digitális hang- és médialejátszók és mobiltelefonok esetében is. A 2020-as években már csak digitális hang- és médialejátszó termékeket gyártottak.

## A név eredete
Japánul (ウォークマン) „uwokman", angolul walkman, magyarul pedig a sétálómagnó elnevezést kapta.

## Története
Az első Walkman prototípust egy átalakított Sony Pressmanből készítették. Ez egy újságírók számára kifejlesztett kompakt magnetofon volt, amely 1977-ben jelent meg.
A fémházas kék-ezüst Walkman TPS-L2 volt a világ első olcsónak számító személyes sztereó készüléke. 1979. július 1-jével került forgalomba Japánban, ¥33.000-os áron, s bár a Sony arra számított, hogy nagyjából 5000 darabot fognak belőle havonta eladni, az első két hónapban több mint 30 000 kelt el belőle.
A Walkman a nemzetközi piacra is betört. A tengerentúli forgalmazó cégek eleinte ellenállni próbáltak a wasei-eigo elnevezésnek, így történhetett, hogy az Egyesült Államokban Soundabout, Ausztráliában és Svédországban Freestyle, Angliában pedig Stowaway néven próbálták értékesíteni. Az 1980-as évekre azonban világszerte elterjedtté vált a Walkman név, így a Sony a későbbiekben mindenhol ezt használta. Magyarországra az 1980-as évek közepén érkezett.
A Sony az 1980-as években folyamatosan fejlesztette Walkman termékeit. 1981-ben mutatta be a második Walkman modelljét, a WM-2-t, amely jóval kisebb volt a TPS-L2-nél, köszönhetően annak, hogy megfordították benne a motoros mágneses fejet és puha nyomógombokat kapott. Az első Dolby zajszűrős rendszerrel ellátott széria 1982-ben látott napvilágot, a WM-20, az első ultra-kompakt, kazetta méretű Walkman, amely könnyebben elfért táskában és zsebben is, 1983-ben jelent meg, az első automata visszatekeréssel ellátott modell pedig 1984-ben jött ki.
1985 októberében a WM-101 lett az első gumstick tölthető akkuval rendelkező lejátszó, 1986-ban pedig bemutatásra került az első olyan készülék, amelyhez távirányító és napelem is társult (WM-F107).
1989-ben, a tizedik évfordulóra Japánban korlátozott példányszámban piacra kerültek a réz- és ezüstborítású modellek (WM-701S/T). Mindkettőből csak párszáz darabot gyártottak. 1994. július 1-én, a 15. évfordulón szintén megjelent egy ünnepi modell, amelybe függőlegesen kellett elhelyezni a kazettát, az 1999. július 1-i 20. évfordulón pedig kijött a „presztízs” modell.
1989-re, 10 évvel az első modell megjelenését követően a Sony több mint 50 millió Walkmant gyártott, 1992-ig ez a szám 100 millióra, majd 1995-ig 150 millióra nőtt. 1999-ig, 20 évvel az első készülék megjelenését követően a Sony összesen 186 millió kazettás Walkmant készített.
A hordozható CD lejátszók végül kiszorították a Walkmant, s Japánban gyártása 2010-ben véget is ért. Az utolsó elérhető kazetta-alapú, Amerikában forgalmazott modell a WM-FX290W volt, amely 2004-ben került piacra.

## Marketing
A Walkman marketingjének köszönhetően épült be a globális kultúrába a „japánság”, amely egyet jelent a miniatürizálással és a high-tech fogalmával. A reklámokban szereplő „Walk-maneket" és „Walk-womaneket" (sétálómagnós férfiakat és nőket) igyekeztek a nézők képére formálni.
A reklámkampány során külön kihangsúlyozták a termékek személyre szabhatóságát. A Walkman megjelenése előtt a legáltalánosabb hordozható zenelejátszó-eszköz a táskarádió volt, amelyen kizárólag a rádiócsatornák adásait lehetett hallgatni. A személyre szabható lejátszási lista megváltoztatta az emberek zenefogyasztási szokását. A potenciális vevőnek lehetősége nyílt kiválasztani a számára legmegfelelőbb mobil zenehallgatási technológiát, emellett a termék használója maga választhatta ki, milyen zenét szeretne hallgatni, erre pedig kifejezetten fogékonyak voltak a tinédzserek, akik nagyban hozzájárultak a termék(ek) sikerességéhez. A Sony változatos funkciókkal és megjelenéssel igyekezett elérni, hogy mindenki megtalálja a magának megfelelő típust. A nagyközönséget célzó, mindeközben a személyre szabhatóságot kihangsúlyozó marketingstratégiájával a Sony megalkotta a tökéletes receptet.

## Hatása
Meghatározó kulturális hatása volt a Walkmannek, s a világon mindenhol elterjedtté vált. A Time magazin szerint a készülék „forradalmi módon egyesítette a hordozhatóságot (két AA-s elemmel működött), és az egyszemélyes élményt (volt fejhallgató jack bemenete, hangszóróval viszont nem rendelkezett). Felhasználók ezrei számára jelentette a Walkman az ideális terméket, akik olyan kompakt hanglejásztó készülékre vágytak, amelyet bárhová magukkal vihetnek." A The Verge szerint a Walkman megjelenésével „megváltozott a világ".
Komoly hatással volt az 1980-as évek kultúrájára: 1986-ban a „Walkman" szó bekerült az Oxford English Dictionary-be, milliók kezdték el használni sportoláshoz (például az akkoriban népszerűvé vált aerobichoz), 1987 és 1997 között népszerűsége és a sétát előnyben részesítők száma 30%-kal nőtt, emellett más gyártók, mint az Aiwa, Panasonic és Toshiba is készítettek hasonló termékeket és 1983-ban először fordult elő, hogy több kazetta került eladásra, mint bakelitlemez.
A Walkman nem csak a zenéhez, hanem a technológiához fűződő viszonyunkat is gyökeresen megváltoztatta „egyszemélyes” tulajdonságának köszönhetően, ugyanis lehetővé tette, hogy a felhasználók a saját maguk által választott zenéket hallgathassák rádió helyett. A személyes tech, mint például a személyi számítógép vagy a mobiltelefon előfutáraként is emlegették. Hatására az emberek nyilvános helyeken is elkezdtek fejhallgatót viselni, ennek kapcsán az Egyesült Államokban 1982-ben Woodbridge, New Jersey polgármestere betiltotta a Walkman nyilvános használatát, hivatkozva a gyalogosokat ért balesetek megnövekedett számára.
A Walkmannek köszönhetően a magnókazetta is jóval népszerűbbé vált, pár év alatt letaszította a trónról a bakelitlemezt, s egészen 1991-ig, a CD megjelenéséig első számú hanghordozónak számított.
Német nyelvterületen minden hang lejátszó eszközt elkezdtek „walkmannek" hívni, ezért 2002-ben az Osztrák Legfelsőbb Bíróság úgy határozott, hogy a Sony nem tilthat el másokat attól, hogy "walkman" névvel illessék a hasonló termékeket (lásd fajtanévvé vált névjegy jelenség).
2019-ben, a termék 40. évfordulójának emlékére Tokió Ginza negyedében emeltek egy gigantikus Sports Walkman FM szobrot.

## Utódok
1989-ben a Sony piacra dobta hordozható Video8 rögzítőjét „Video Walkman" néven, 1990-ben pedig előrukkolt a Digital Audio Tape (DAT) lejátszóval, amelyet „DAT Walkman" néven forgalmazott, majd 1992-ben MiniDisc lejátszóit is „MD Walkman" néven mutatta be. 1997-ben a Sony hordozható CD lejátszóját, vagyis Discmanjét átnevezte „CD Walkmanné".
A Sony 1999. december 21-én mutatta be első digitális hanglejátszó eszközét „Network Walkman" néven, VAIO néven futó egyéb lejátszói mellett. Az első eszköz, amely Memory Stick tárolással operált, „MS Walkman" névre hallgatott, soron következő termékei pedig már beépített solid-state flashmemóriát kaptak. 2000-től a Walkman márka (a kazettától a Memory Stick lejátszóig) összeolvadt, s apró "W." ikont kapott. A Sony Ericsson a későbbiekben Walkman-márkájú mobiletelefonokat is gyártott.
A 21. századi digitális hanglejátszók (DAP) piacán a Sony már nem tudott akkora sikert aratni termékeivel, mint annak idején sétálómagnójával, ugyanis a rivális Apple iPodja vált a legkeresettebbé, így nemzetközi szinten is visszaesett a Walkman termékek eladása. A Walkman DAP-ok hazai pályán egy darabig még viszonylag jól teljesítettek, és 2005-ben, 2009-ben és 2010-ben sikerült megelőzniük az iPodot.
Egészen 2007-ig a Walkman DAP-ok és Hi-MD lejátszók üzemeltetéséhez szükség volt a SonicStage PC szoftverre.
A Sony napjainkban is gyárt Walkman típusú hordozható, digitális hang- és médialejátszó eszközöket.

## Fordítás
Ez a szócikk részben vagy egészben  a   Walkman című angol Wikipédia-szócikk fordításán alapul.  Az eredeti cikk szerkesztőit annak laptörténete sorolja fel. Ez a jelzés csupán a megfogalmazás eredetét és a szerzői jogokat jelzi, nem szolgál a cikkben szereplő információk forrásmegjelöléseként.